# Sophie Rogall
Sophie Marie Rogall (* 31. März 1983 in Starnberg, verheiratete Ehnes-Rogall) ist eine deutsche Schauspielerin, Synchron- und Hörspielsprecherin.

## Leben
Rogall nahm in ihrer Kindheit und Jugend Ballettunterricht und ging mit 16 Jahren zu Castings und erhielt erste Rollen in der Serie Bei aller Liebe und dem Film Dreamgate. Bekannt wurde sie 2002 durch den Kinofilm Fickende Fische an der Seite von Tino Mewes. Für ihre Darstellung einer Fünfzehnjährigen, die sich in einen HIV-infizierten Jungen verliebt, wurde sie 2003 für den Deutschen Filmpreis als beste Hauptdarstellerin sowie den New Faces Award nominiert.
Nach ihrer Ausbildung zur Bühnentänzerin und Tanzpädagogin begann sie 2008 ein Schauspielstudium an der Bayerischen Theaterakademie August Everding in München, welches sie 2011 abschloss.
Noch während des Studiums spielte sie am Residenztheater München sowie am Metropoltheater München. In der Spielzeit 2011/2012 war sie festes Ensemblemitglied am Theater Regensburg. Des Weiteren ist sie als Sprecherin für Film- und Fernsehsynchron sowie Hörbücher tätig.
Sophie Rogall lebt mit ihrem Ehemann und ihren drei gemeinsamen Kindern in München.

## Werk

### Filmografie
Filme
- 2000: Dreamgate
- 2001: Unser Pappa
- 2002: Fickende Fische
- 2004: Delphinsommer
- 2005: Lorenz lacht (Kurzfilm)
- 2006: Verfolgt
- 2007: Jakobs Bruder
- 2008: 2er ohne
- 2010: Jessi (Kurzfilm)
- 2010: Paulina (Kurzfilm)
- 2011: Jesus liebt mich
- 2013: Und morgen Mittag bin ich tot
- 2019: Kirschblüten & Dämonen
- 2022: Riesending – Jede Stunde zählt (Fernsehfilm)

Serien
- 1999–2001: Bei aller Liebe
- 2001: Um Himmels Willen: Mädchen am Abgrund
- 2003: Polizeiruf 110: Abseitsfalle
- 2004: Ein Fall für zwei: Doppeltes Spiel
- 2004: Mein Leben & Ich: Herzensbrecher, Wieder allein, Das Coming Out
- 2005: Bella Block: … denn sie wissen nicht, was sie tun
- 2005, 2006: Siska: Im Falle meines Todes (2005), Das Gewissen des Mörders (2006)
- 2006: Die Familienanwältin: Hunger
- 2007: Die Männer vom K3: Menschenraub
- 2008: Der Alte: Mitten ins Herz
- 2009: SOKO Köln: Sterbender Schwan
- 2012: Der Alte: Es ist niemals vorbei
- 2014: Der Alte: Zwischen Leben und Tod
- 2014: Danni Lowinski: Zwangspension
- 2016: Tatort: Mia san jetz da wo’s weh tut
- 2017: Hubert und Staller: Ein ehrenwertes Haus
- 2018: In aller Freundschaft: Zukunftsklänge
- 2018: SOKO Köln: Der Tote im Tank
- 2019: Der Alte: Unvergessen
- 2020: Kanzlei Berger
- 2021: Frühling – Mit Regenschirmen fliegen
- 2021: Die Rosenheim-Cops: Mörderische Gesellschaft
- 2024: SOKO Stuttgart: Männersache
- 2025: SOKO Stuttgart: Hinter verschlossenen Türen

### Synchronrollen (Auswahl)
Alice Englert
- 2013: als Rosa in Ginger & Rosa
- 2013: als Lena Duchannes in Beautiful Creatures – Eine unsterbliche Liebe
- 2014: als Lucy in In Fear

Victoria Yeates
- 2018: als Bunty Broadacre in Phantastische Tierwesen: Grindelwalds Verbrechen
- 2022: als Bunty Broadacre in Phantastische Tierwesen: Dumbledores Geheimnisse

Filme
- 2011: Déborah François als Mathilda in Der Mönch
- 2011: Olivia Thirlby als Katie Kurtzman in Freundschaft Plus
- 2014: Mackenzie Davis als Chelsea in Für immer Single?
- 2016: Carey Mulligan als Maud Watts in Suffragette – Taten statt Worte
- 2019: Kelly Rohrbach als Terry in A Rainy Day in New York

Serien
- 2010: Vanessa Ray als Tessa Marchetti in Damages – Im Netz der Macht
- 2011: Charlene McKenna als Rebecca Anderson in Law & Order: UK
- 2013: Katharine Isabelle als Leanne in Motive
- 2016: Faye Marsay als Blue Colson in Black Mirror
- 2016–2018: Esmé Bianco als Eclipsa Butterfly in Star gegen die Mächte des Bösen
- 2017: Alexandra Breckenridge als Margot Byer in Pure Genius
- 2018: Ayako Kawasumi als Clara Magnolia in Violet Evergarden
- 2018: Fumiko Orikasa als Hitomiko in Inuyasha
- 2017–2019: Elmira Arikan als Ayda Çetin in Kommissar Beck – Die neuen Fälle
- 2019–2020: Lizzy Caplan als Josie Burhman / Lanie Burhman in Truth Be Told: Der Wahrheit auf der Spur
- 2020–2022: Sarah Pidgeon als Leah Rilke in The Wilds
- 2021: Mélanie Thierry als Ariane in In Therapie
- seit 2022: Emma D’Arcy als Rhaenyra Targaryen in House of the Dragon
- seit 2022: Morfydd Clark als Galadriel in Der Herr der Ringe: Die Ringe der Macht
- 2024: Sasheer Zamata als Jennifer Kale in Agatha All Along

### Theater
- 2006: Requiem (Tanzperformance), Stadthaus Ulm
- 2008: Frohes Fest, Metropoltheater München
- 2008: Dogville, Regie: Metropoltheater München (International Shanghai Arts Festival 2009–2010)
- 2009: Manderlay, Metropoltheater München
- 2010: Ganze Tage, ganze Nächte, Stadttheater Oblomow München
- 2010: Private War, Akademietheater im Prinzregententheater München
- 2011: Satt, Residenztheater München
- 2011: Der Brandnerkaspar und das ewige Leben, Theater Regensburg
- 2012: Die acht Frauen, Theater Regensburg
- 2012: Die Furien, Metropoltheater München
- 2017: Die letzte Karawanserei, Metropoltheater München
- 2018: Der gute Tod, Metropoltheater München
- 2019: Ach, diese Lücke, diese entsetzliche Lücke, Metropoltheater München
- 2019: Schwester von, Metropoltheater München
- 2020: Zu unseren Füßen das Gold, aus dem Boden verschwunden, Metropoltheater München
- 2023: Das achte Leben, Metropoltheater München